# Saint Peter (Jersey)
Saint Peter (Jèrriais: St Pièrre) is een van de twaalf gemeentes van Jersey, een van de Kanaaleilanden. Het ligt in het westen van het eiland en is de enige gemeente met twee verschillende kustlijnen, lopend vanaf St. Ouen's Bay in het westen tot St. Aubin's Bay in het zuiden, zo snijdt het St. Brelade af van de andere gemeenten. Deze gemeente is de op drie na grootste qua oppervlakte. Het beslaat ongeveer 11,6 vierkante kilometer.
Saint Peter grenst aan vier andere gemeentes:
- St Brelade in het zuiden,
- Saint Ouen in het noorden,
- St Lawrence in het oosten,
- Saint Mary in het noordoosten.

De traditionele bijnaam voor St. Pierrais is ventres à baînis (de buik van de napslak), misschien omdat deze gemeente aan twee kustlijnen plakt zoals een napslak.

## Bezienswaardigheden
Een groot gedeelte van het oppervlak van de gemeente wordt gebruikt door Jersey Airport.

## Vingtaines

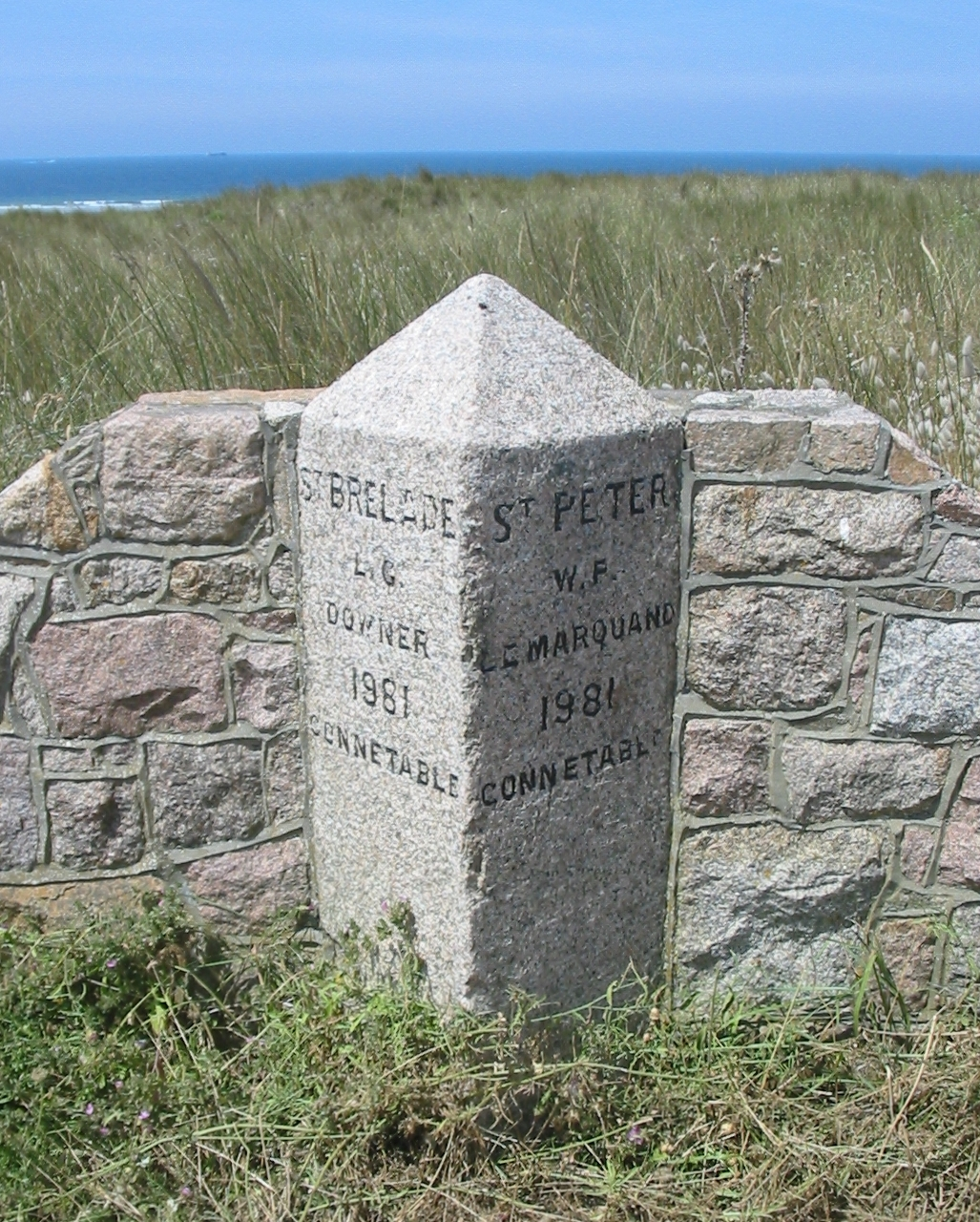
Grenssteen in St. Ouen's Bay tussen St. Brelade en St. Peter

De gemeente is verdeeld in vingtaines ten behoeve van het bestuur:
- La Vingtaine du Douet
- La Vingtaine de St. Nicolas
- La Grande Vingtaine
- La Vingtaine des Augerez
- La Vingtaine du Coin Varin

De gemeente bestaat uit één kiesdistrict en kiest één afgevaardigde in de Staten van Jersey.

## Demografie
| 4231                 | 4228 | 4293 | 5003 |
| Statieken vanaf 1991 |      |      |      |